# Florence Given
Florence Given (Spitzname Floss, * 19. November 1998 in Plymouth, Vereinigtes Königreich) ist eine britische Autorin, Illustratorin, Aktivistin für Frauenrechte und Influencerin.

## Leben
Florence Given besuchte im Alter von 16 bis 18 Jahren das Plymouth College of Arts (seit 2022 Arts University Plymouth). 2017 zog sie nach London und besuchte das London College of Fashion. Nach ihrer Ausbildung widmete sie sich ihrer Kunst sowie dem Schreiben. Florence Given selbst beschreibt, dass unter anderem das Mobbing und die Sexuelle Belästigung, die sie als junge Frau erfuhr, Auslöser für das Entstehen ihrer feministischen Kunst waren.
Sie wurde bekannt durch ihre knalligen Illustrationen mit feministischer Aussage auf Instagram. In ihrer Arbeit macht sie aus einer intersektionalen feministischen Perspektive unter anderem auf gesellschaftliche Probleme wie Sexismus, Rassismus und Geschlechterungerechtigkeit aufmerksam. Florence Given hatte 2022 nach eigenen Angaben in den Sozialen Medien eine Reichweite von 595.000 Followern.
Für die Girls Tour 2018 der Sängerin Rita Ora designte Given diverse Merchandising-Artikel. Weitere Kooperationen hatte sie unter anderem mit bekannten Unternehmen wie Tinder, Revlon und Barbie.
2018 startete Given eine Petition gegen die angekündigte Ausstrahlung der Netflix-Serie Insatiable (dt. „unersättlich“) aufgrund von Bedenken, dass die Serie Essstörungen und Fatshaming fördern und verharmlosen würde. Die Petition erreichte über 200.000 Unterschriften.
Given lebt offen bisexuell und behandelt dieses Thema in ihrem 2022 erschienenen Roman Girl Crush.

## Veröffentlichungen
Ihr Debüt als Autorin machte Given 2020 mit dem Buch Women don't owe you pretty. Das Buch beschäftigt sich mit verschiedenen Themen des Intersektionalen Feminismus, wie z. B. Schönheitsideale, Beziehungen, Sexualität und Körperbilder. Es wurde weltweit über 400.000 mal verkauft und erreichte die Top-5 der Sunday-Times-Bestsellerliste.
Das Buch wurde bisher in 14 Sprachen übersetzt. Im Jahr 2022 erschien die deutsche Übersetzung Frauen schulden dir gar nichts.
Givens zweites Buch Girl Crush erschien im August 2022 und erreichte direkt nach der Veröffentlichung den ersten Platz der Sunday-Times-Belletristik-Bestsellerliste. Der Roman handelt von der bisexuellen Hauptfigur Eartha und ihrer Lebensrealität. Die deutsche Ausgabe ist für März 2023 angekündigt.
Seit 2022 produziert Florence Given in Kooperation mit Somethin' Else Productions und Sony Music Entertainment ihren Podcast Exactly zu feministischen Themen wie z. B. Beziehungen, Sexualität oder Queer History, welche Given mit Experten und Gästen erkundet. Bei den British Podcast Awards 2022 gewann Given Gold in einer Kategorie.

## Ehrungen und Auszeichnungen
- 2019  „UK Influencer of the Year“ der Zeitschrift Cosmopolitan „für ihre Arbeit zur Sichtbarmachung mentaler Gesundheit“.[18]
- 2019 „Woman of the Year“ des irischen Magazin Hers.[19]